# 新港站 (胡志明市)
新港站位於越南胡志明市平盛郡第25坊，是胡志明市都市鐵路1號線的一個車站。 2024年12月22日正式啟用。

## 車站概況

### 歷史
本站於2024年12月22日與胡志明市都市鐵路1號線一同正式啟用。

### 站線佈置
| L2 月臺  | 月臺 1                                   | ← L1 1號線 濱城方向 （下站：文聖公園） |
| 島式月臺 |                                          |                                        |
| 月臺 2   | ← L1 1號線 濱城方向 （下站：文聖公園）   |                                        |
| 月臺 3   | L1 1號線 仙泉客運站方向 （下站：草田） → |                                        |
| 島式月臺 |                                          |                                        |
| 月臺 4   | L1 1號線 仙泉客運站方向 （下站：草田） → |                                        |
| L1       | 地上一層                                 | 售票區、商業區、技術設備區、閘機區     |
| G        | 地面層                                   | 出入口、停車場、技術設備區             |

## 鄰近地點
- 地標塔81
- 西貢橋